# Cassagnes (Lot)
Cassagnes település Franciaországban, Lot megyében. Lakosainak száma 174 fő (2022. január 1.). Cassagnes Frayssinet-le-Gélat, Loubejac, Montcabrier, Pomarède és Puy-l’Évêque községekkel határos.

## Népesség
A település népességének változása:
| Lakosok száma | 234  | 195  | 212  | 205  | 205  | 198  | 181  | 178  | 177  | 174  |
|               | 1968 | 1982 | 1990 | 2006 | 2013 | 2015 | 2017 | 2019 | 2020 | 2022 |